# Фрік (поет)
Фрік — вірменський поет XIII—XIV ст. Жив у Східній Вірменії в часи її завоювання татаро-монголами.
Писав вірші в дусі християнського вчення. Разом з тим Фрік засуджує жадібність іноземних загарбників, засуджує лицемір'я духовенства.
Іменем поета названа одна з вулиць у Єревані.